# Östra Kungsgatubron

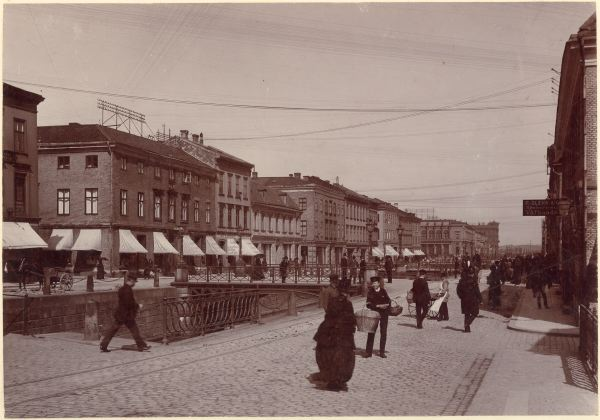
Östra Hamngatan före Östra Hamnkanalens igenläggning åren omkring sekelskiftet 1900. Bron är Östra Kungsgatubron.

Östra Kungsgatubron var en järnbro över Östra Hamnkanalen i linje med Kungsgatan i Göteborg. Den knöt samman den västra delen av Östra Hamngatan med den östra, fick sitt namn 1883 och raserades i samband med att kanalen fylldes igen år 1900.